# 金英马影视
北京金英马影视文化有限责任公司，简称金英马影视或金英马集团，是中国大陆重要的电影和电视剧制作公司，1993年由滕站和好友刘建立等共同创立，平均每年电视剧产量200集左右，电影1-2部。所生产的电视剧和电影获得金鸡奖、金鹰奖等多个国内外多个重要的影视奖项。现在形成策划、宣传包装、艺人经纪、后期制作、发行等各个环节为一体的影视制作公司，也是国内民营影视制作公司中成立较早的公司之一。

## 电影作品
- 《铁血壮士》《钱塘苏小小》《伙头军传奇》《刑侦风云》《末日杀手》《联合出击》《欲霸天下》《过江龙》《少林好小子》《挚爱情缘》《特警伏魔》《大追踪》《生活秀》《38度》《茉莉花开》《公主复仇记》

## 电视剧作品
- 1996年：

《总统套房》 
《御花子》 
《上海探戈》 
《一路风尘》 
《我家的故事》 
- 1997年：

《真假王爷》 
《咱老百姓》 
《大清特使》 
- 1998年：

《楼转乾坤》 
《烟雨红尘》 
《挚爱奇缘》 
《抉择》 
《扬州八怪》 
《财星高照》 
- 1999年：

《达摩》 
《绝代双骄》 
《纸船》 
《陆小凤之决战前后》
《陆小凤之凤舞九天》
- 2000年：

《有爱的日子》《末路》《策马啸西风》《插翅难逃》《天命因缘》《黑洞》 
- 2001年：

《风云》《威胁》《生活秀》 
- 2002年：

《大醉侠》《换个活法》《说老公坏话》《刑警的故事》《七日》《国家公诉》《群英会》《追捕》《冬至》 《大宅门》（续） 
- 2003年：

《秋水长天》《内幕》《情定爱琴海》《康定情歌》《台湾首任巡抚刘铭传》
- 2004年：

《不堪回首》 
- 2005年：

《美女也愁嫁》《巴黎恋歌》《东归英雄传》《茉莉花》 
- 2006年：

《追杀横路晋六》《想飞》
- 2007年：

《第二面》《国家形象》《乔省长和他的女儿们》《关中义事》 
- 2009年：

《穷妈妈富妈妈》
- 2010年：

《对攻》《黄金地带》《父爱如山》《半路兄弟》《郎心如铁》
- 2011年：

《侠隐记》《傻春》《生死大营救》《母子情仇》《家，N次方》《家产》《新上门女婿》
- 2012年：

《真爱谎言》《独刺》《幻影》《小男人遇上大女人》《大地情深》《怪医文三块》《从军记》
- 2013年：

《等待绽放》《1977年的爱情》《抹布女也有春天》
- 2015年：

《亲情暖我心》《断桥/海峡》
- 2016年：

《双刺》
- 待播：

《神警郝万忠》《深度秘密》

## 旗下艺人
- 王菁华
- 车永莉
- 邱心志
- 王思懿
- 杨雯雯
- 葛晓凤
- 廖伟
- 奇道
- 曹克难
- 陈姿颖